# Coppa Placci

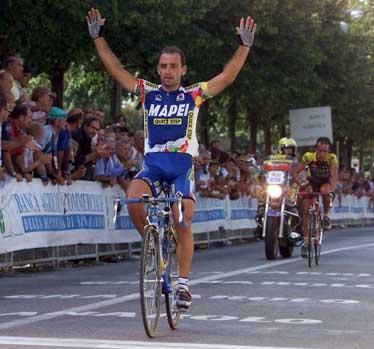
Paolo Bettini el 2001, guanyant en la cinquantena edició

La Coppa Placci és una competició ciclista professional italiana que es disputà a la regió de l'Emília-Romanya a primers de setembre. La cursa forma part del calendari UCI Europe Tour, categoria 1.HC.
La cursa va néixer per recordar la figura d'Antonio Placci, jove ciclista que va morir el1921 en una cursa ciclista, en un moment en què les carreteres encara estaven obertes al trànsit rodat. La primera edició es disputà el 1923, però fins al 1962 tingué moltes interrupcions. Després de no celebrar-se el 2010, el 2011 la cursa es fusionà amb el Giro de la Romanya i el 2012 amb el Giro del Vèneto. Tot i estar programada per ser disputada el 2013, la cursa finalment fou suspesa.
La cursa d'iniciava a San Marino i finalitzava a Imola.

## Palmarès
| Any                                           | Vencedor                 | Segon                 | Tercer                   |
| --------------------------------------------- | ------------------------ | --------------------- | ------------------------ |
| 1923                                          | Enea dal Fiume           | Giuseppe Poresini     | Antonio Montevecchi      |
| 1924                                          | Emilio Petiva            | Enea dal Fiume        | Antonio Candici          |
| 1925                                          | Emilio Petiva            | Domenico Piemontesi   | Battista Gilli           |
| 1926                                          | Ermanno Vallazza         | Enea dal Fiume        | Mario Pomposi            |
| 1927                                          | Aleardo Simoni           | Aristide Cavallini    | Giuseppe Pancera         |
| 1928                                          | Pietro Fossati           | Allegro Grandi        | Adolfo Martelli          |
| 1929-45. No disputada                         |                          |                       |                          |
| 1946                                          | Nedo Logli               | Ezio Cecchi           | Pietro Ferrari           |
| 1947. No disputada                            |                          |                       |                          |
| 1948                                          | Luigi Casola             | Italo de Zan          | Ubaldo Pugnaloni         |
| 1949                                          | Renzo Soldani            | Virgilio Salimbeni    | Danilo Barozzi           |
| 1950                                          | Giacomo Zampieri         | Leo Castellucci       | Andrea Carrea            |
| 1951-1952. No disputada                       |                          |                       |                          |
| 1953                                          | Luciano Maggini          | Danilo Barozzi        | Pasquale Fornara         |
| 1954-1961. No disputada                       |                          |                       |                          |
| 1962                                          | Franco Cribiori          | Alcide Cerato         | Vendramino Bariviera     |
| 1963                                          | Ercole Baldini           | Graziano Battistini   | Alcide Cerato            |
| 1964                                          | Guido de Rosso           | Adriano Durante       | Bruno Fantinato          |
| 1965                                          | Michele Dancelli         | Italo Zilioli         | Adriano Passuello        |
| 1966                                          | Felice Gimondi           | Aldo Pifferi          | Italo Zilioli            |
| 1967                                          | Luciano Armani           | Michele Dancelli      | Adriano Durante          |
| 1968. Suspesa pel mal temps                   |                          |                       |                          |
| 1969                                          | Roberto Ballini          | Roger Kindt           | Gianfranco Bianchin      |
| 1970                                          | Ugo Colombo              | Giacinto Santambrogio | Franco Bitossi           |
| 1971                                          | Ugo Colombo              | Tomas Pettersson      | Giancarlo Polidori       |
| 1972                                          | Roger de Vlaeminck       | Marcello Bergamo      | Davide Boifava           |
| 1973                                          | Italo Zilioli            | Fabrizio Fabbri       | Enrico Maggioni          |
| 1974                                          | Roger de Vlaeminck       | Francesco Moser       | Eddy Merckx              |
| 1975                                          | Francesco Moser          | Franco Bitossi        | Felice Gimondi           |
| 1976                                          | Fausto Bertoglio         | Francesco Moser       | Pierino Gavazzi          |
| 1977                                          | Marino Basso             | Giuseppe Saronni      | Pierino Gavazzi          |
| 1978                                          | Gianbattista Baronchelli | Roberto Ceruti        | Carmelo Barone           |
| 1979                                          | Giovanni Battaglin       | Stefano d'Arcangelo   | Bernt Johansson          |
| 1980                                          | Giovanni Battaglin       | Wladimiro Panizza     | Silvano Contini          |
| 1981                                          | Alfio Vandi              | Palmiro Masciarelli   | Marino Amadori           |
| 1982                                          | Alfredo Chinetti         | Bruno Leali           | Emanuele Bombini         |
| 1983                                          | Marino Amadori           | Davide Cassani        | Alfio Vandi              |
| 1984                                          | Acacio da Silva Mora     | Vittorio Algeri       | Franco Chioccioli        |
| 1985                                          | Silvano Contini          | Bruno Leali           | Tullio Cortinovis        |
| 1986                                          | Guido Bontempi           | Bruno Leali           | Gianbattista Baronchelli |
| 1987                                          | Massimo Ghirotto         | Pierino Gavazzi       | Gianni Bugno             |
| 1988                                          | Pierino Gavazzi          | Giuseppe Saronni      | Maurizio Fondriest       |
| 1989                                          | Claudio Chiappucci       | Franco Ballerini      | Camillo Passera          |
| 1990                                          | Mauro Gianetti           | Bruno Cenghialta      | Maurizio Piovani         |
| 1991                                          | Laurent Dufaux           | Ivan Gotti            | Eric Caritoux            |
| 1992                                          | Johan Bruyneel           | Claudio Chiappucci    | Davide Cassani           |
| 1993                                          | Maximilian Sciandri      | Giorgio Furlan        | Piotr Ugriúmov           |
| 1994                                          | Angelo Lecchi            | Francesco Casagrande  | Giorgio Furlan           |
| 1995                                          | Francesco Casagrande     | Davide Cassani        | Massimo Donati           |
| 1996                                          | Andrea Tafi              | Luc Leblanc           | Richard Virenque         |
| 1997                                          | Beat Zberg               | Mirko Celestino       | Alessandro Baronti       |
| 1998                                          | Mauro Zanetti            | Mirko Celestino       | Massimo Donati           |
| 1999                                          | Mirko Celestino          | Sergio Barbero        | Francesco Casagrande     |
| 2000                                          | Francesco Casagrande     | Davide Rebellin       | Michele Bartoli          |
| 2001                                          | Paolo Bettini            | Gianni Faresin        | Eddy Mazzoleni           |
| 2002                                          | Matteo Tosatto           | Gianluca Bortolami    | Davide Rebellin          |
| 2003                                          | Danilo Di Luca           | Davide Rebellin       | Oscar Camenzind          |
| 2004                                          | No assignat              | Davide Rebellin       | Filippo Simeoni          |
| 2005                                          | Paolo Valoti             | Kim Kirchen           | Mikhaylo Khalilov        |
| 2006                                          | Rinaldo Nocentini        | Emanuele Sella        | Raffaele Ferrara         |
| 2007                                          | Alessandro Bertolini     | Andrei Kunitski       | Volodymyr Zagorodny      |
| 2008                                          | Luca Paolini             | Enrico Gasparotto     | Mauro Finetto            |
| 2009                                          | Filippo Pozzato          | Damiano Cunego        | Luca Paolini             |
| 2010. No disputada                            |                          |                       |                          |
| 2011. Com a Giro de la Romanya i Coppa Placci |                          |                       |                          |
| 2012. Com a Giro del Vèneto-Coppa Placci      |                          |                       |                          |